# 植物園

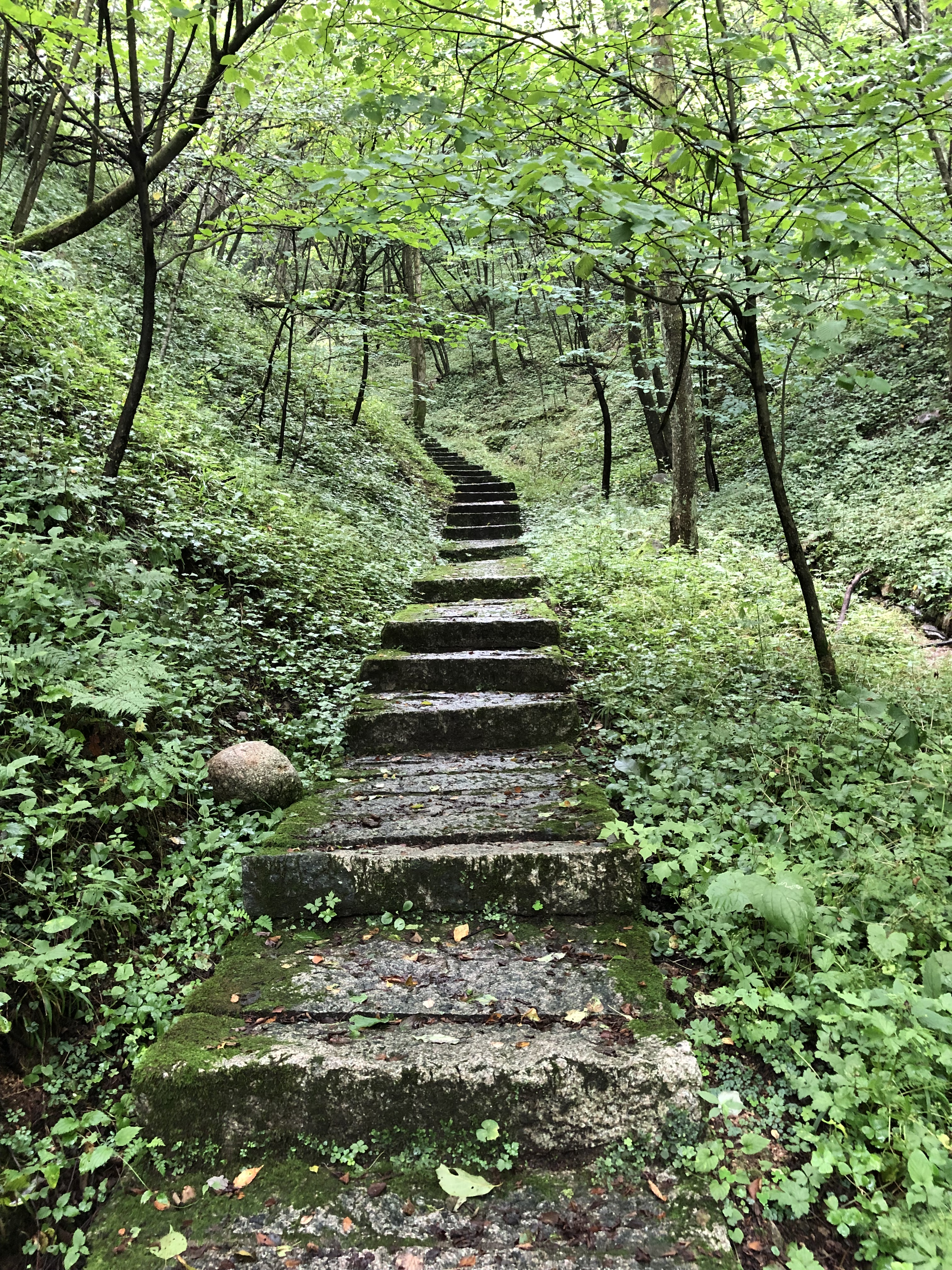
大老岭植物园，位于湖北省宜昌市夷陵区邓村乡。

植物園是按科学规则收集、展示、保存、记载和标记不同种类的植物，以供科学研究、公共游憩及科普教育的场所。其中只種植樹木的又叫樹木園。植物園内的植物都标有名牌。的植物园中的植物一般按其不同的种类有规划地培养，虽然植物园在布局和收藏上一般也考虑到美学观念，但其科学使用价值是最主要，这是它与一般的观赏花园的区别。大多数植物园由大学或专门的科学研究机构管理。
根据国际植物园保护联盟（Botanic Gardens Conservation International）2022年的数据，全球有3,700多个植物园和树木园。

## 分类
国际植物园保护联盟把植物园分为12类：综合性植物园、历史性植物园、观赏植物园、保护性植物园、大学植物园、动植物园、经济植物及种质保存植物园(含树木园)、高山或山地植物园、自然或野生植物园、园艺植物园、主题植物园和社区植物园。

## 研究
植物园的科学研究工作包括研究和繁殖珍奇植物作科學用途，並保護瀕臨絕種的植物。

## 教育工作
植物园的教育工作包括向观众介绍不同的生态环境和其中植物的生理、种类、功能，植物的用途。许多植物园拥有销售鲜花、草药、蔬菜种子和书籍的商店，有些植物园引入和培养新的观赏植物。

## 历史
最早的植物园是由意大利北部的大学在1545年建立的帕多瓦植物园。现代意义上的植物园源于药用植物的研究, 先后历经了药用植物园或大学药用植物园、热带(殖民地经济)植物园、欧洲经典植物园、市政植物园和特殊类型的植物园(如农业植物园、园艺植物园、种质资源收集园等)等发展阶段。
早期的植物园多以收集药用植物为主, 或为大学教学提供材料；18、19世纪时，欧洲的植物园以收集、保存从其他地方引种的植物为主, 同时进行驯化和研究；20世纪上半叶，植物园主要以分类学与植物学研究为中心; 1980年代后, 植物园的主要工作逐步转移到植物多样性保护上。